# Cutcombe
Cutcombe – wieś w Anglii, w hrabstwie Somerset, w dystrykcie (unitary authority) Somerset. Leży 75 km na południowy zachód od miasta Bristol i 241 km na zachód od Londynu. Miejscowość liczy 403 mieszkańców.